# Агушеви конаци
Агушевите конаци при село Могилица, община Смолян са архитектурен и художествен паметник от национално значение от 1964 г.
Представляват най-големия запазен феодален ансамбъл в Родопите. Те са свидетелство за традициите при градежа и архитектурата на аристократичното късносредновековно жилище. Поради внушителния си вид често конакът е сравняван с феодален замък без аналог на Балканския полуостров.
Изграден е в началото на ХІХ век от 3 майстори за Салих Ага неговите 3 синове. В края на ХХ век е реставриран и превърнат в етнографски музей. След реституция през 2001 г. Агушевите конаци са върнати на наследниците на Салих Ага.
Преди изграждането на конаците в Могилица в съседното Черешово в периода 1780 – 1810 г. Салих Ага изгражда и друг по-малък феодален комплекс, който днес не е запазен.

## Местоположение
Агушевите конаци се намират в центъра на смолянското село Могилица. Изградени са върху площ от около 4 декара на полегатия бряг на река Арда.

## История
Комплексът от сгради в Могилица е изграден за около 20 години от местни майстори. Първата част е завършена 1825 г., а втората през 1843 г. За последното свидетелства надпис на каменна плоча, поставена над входа над една от сградите – „1258 по егира“.
Конаците са реставрирани от арх. Георги Лабов.

## Описание
Агушевите конаци са архитектурен ансамбъл от две представителни жилищни сгради и стопански постройки. Съградени са така, че да образуват 3 самостоятелни двора, изолирани един от друг с вътрешни зидове. Всички сгради в конака имат общо 221 прозореца, 86 врати и 24 комина.

### Голям конак
Големият конак е построен за посрещане на гости. Дворът е настлан с калдъръм от едри камъни и е ограден от двуетажни жилищни крила. Жилищните постройки са обширни с открити пространства — потони, много стаи (кощи, одаи и кьошкове) и три стълбища. Всяка от стаите има огнище и долапи и е богато декорирана.

### Малък конак
Големият двор от север е ограден от стопански помещения и открит потон от юг и запад — с висок зид. Жилищната част е двуетажна. Във всяко от помещенията има огнище, а прозорците гледат към улицата.

### Кула
Кулата е разположена в югоизточната част на конака и наподобява на морски фар. Отвън тя е украсена със стенописи, а вътрешното архитектурно оформление е изпълнено от чам, орех и череша.

### Стопанска част
Състои се от летни кухни, жилища за прислугата и помещения за животните.

## Библиотека
В Агушевите конаци е имало библиотека – една от най-големите частни библиотеки на Балканите в края на ХІХ и началото на ХХ век. За неин основател се смята хаджи Салих Сами ефенди (внук на Агуш ага), който умира през 1921 г. Библиотеката съдържа около 400 тома книги, включително 94 ръкописа, както и документи на арабски и турски език (писма, разписки, удостоверения, фермани, договори, заповеди и др.) и оцелява въпреки превратностите на съдбата. Понастоящем основната част от нея се съхранява в Народна библиотека „Иван Вазов“ – Пловдив.